# Hieracium glandulosodentatum
Hieracium glandulosodentatum es una especie de planta con flor del género Hieracium, de la familia Asteraceae, orden Asterales.

## Distribución
Hieracium glandulosodentatum se distribuye por Polonia y República Checa.

## Taxonomía
Fue descrita científicamente por Uechtr.
Tratamiento taxonómico
La especie aparece registrada y publicada en Jahresber. Schles. Ges. Vaterl. Cult.